# Че Лара
Че Лара (англ. Che Lara; нар. 16 лютого 2000) — тринідадський легкоатлет, який спеціалізується в бігу на короткі дистанції.

## Спортивні досягнення
Чемпіон Ігор Співдружності в естафетному бігу 4×100 метрів (2022, виступав у забігу).